# Zlaté
Zlaté (bis 1927 slowakisch auch „Zlatô“; ungarisch Aranypataka) ist eine Gemeinde im Osten der Slowakei mit 771 Einwohnern (Stand 31. Dezember 2024). Sie gehört zum Okres Bardejov, einem Kreis des Prešovský kraj, und wird zur traditionellen Landschaft Šariš gezählt.

## Geographie
Die Gemeinde befindet sich im nordwestlichen Teil der Niederen Beskiden, noch genauer im Bergland Ondavská vrchovina, im Tal des Baches Zlatiansky potok (auch Zlatský potok) im Einzugsgebiet der Topľa, nahe der Staatsgrenze zu Polen. Das Ortszentrum liegt auf einer Höhe von 417 m n.m. und ist neun Kilometer von Bardejov entfernt.
Nachbargemeinden sind Nižný Tvarožec im Nordwesten und Norden, Stebník im Nordosten, Bardejov (Stadtteil Bardejovské Kúpele) im Osten, Mokroluh im Südosten, Rokytov im Süden, Tarnov im Südwesten und Sveržov im Westen.

## Geschichte
Zlaté wurde zum ersten Mal 1355 als Aranpotak schriftlich erwähnt, weitere historische Bezeichnungen sind unter anderen Aranaspathaka (1414), Zlate (1773) und Zlato (1786). Zur Zeit der Ersterwähnung erhielt der Kastellan Mikuláš eine königliche Genehmigung, Edelmetalle in der Gegend zu fördern, darunter auch Gold (slowakisch zlato, ungarisch arany). Später war das Dorf Teil der Herrschaft von Smilno-Makovica. 1427 wurden 17 Porta verzeichnet, 1474 wurde Zlaté zum Untertanendorf der Stadt Bartfeld, die Bergbauaktivität endete noch im 15. Jahrhundert.
1787 hatte die Ortschaft 51 Häuser und 409 Einwohner, 1828 zählte man 83 Häuser und 665 Einwohner, die als Landwirte, Schafhalter und Schindler beschäftigt waren und Balken herstellten. Ab der Mitte des 19. Jahrhunderts gab es eine Säge im Ort.
Bis 1918 gehörte der im Komitat Sáros liegende Ort zum Königreich Ungarn und kam danach zur Tschechoslowakei beziehungsweise heute Slowakei. In der ersten tschechoslowakischen Republik waren die Einwohner als Korbmacher, Landwirte und Waldarbeiter tätig. Nach dem Zweiten Weltkrieg wurde die örtliche Einheitliche landwirtschaftliche Genossenschaft (Abk. JRD) im Jahr 1959 gegründet, ein Teil pendelte zur Arbeit in Industriebetriebe in Bardejov.

## Bevölkerung
| Jahr                | 1994 | 2004    | 2014   | 2024    |
| ------------------- | ---- | ------- | ------ | ------- |
| Anzahl der Personen | 724  | 750     | 756    | 771     |
| Unterschied         |      | +3,59 % | +0,8 % | +1,98 % |

| Jahr                | 2023 | 2024    |
| ------------------- | ---- | ------- |
| Anzahl der Personen | 760  | 771     |
| Unterschied         |      | +1,44 % |

Nach der Volkszählung 2011 wohnten in Zlaté 763 Einwohner, davon 733 Slowaken, sechs Russinen sowie jeweils ein Tscheche und Ukrainer. 22 Einwohner machten keine Angabe zur Ethnie.
529 Einwohner bekannten sich zur Evangelischen Kirche A. B., 166 Einwohner zur römisch-katholischen Kirche, 34 Einwohner zur griechisch-katholischen Kirche und drei Einwohner zur orthodoxen Kirche. Drei Einwohner bekannten sich zu einer anderen Konfession, fünf Einwohner waren konfessionslos und bei 23 Einwohnern wurde die Konfession nicht ermittelt.

## Bauwerke
- römisch-katholisch Kirche Sieben Schmerzen Mariens im klassizistischen Stil aus dem Jahr 1834[6]

## Verkehr
Nach Zlaté führt nur die Straße 3. Ordnung 3488 als Abzweig der Straße 1. Ordnung 77 zwischen Rokytov und Mokroluh.